# Marta Burda
Marta Jani Burda (ur. 22 lipca 1926 w Korczy, zm. 9 maja 1995 w Tiranie) – albańska aktorka teatralna i filmowa.

## Życiorys
Była córką jednego z pierwszych albańskich fotografów – Jani Burdy. Występy na scenie rozpoczynała w jednym z amatorskich zespołów, działających w jej rodzinnej Korczy. Od 1943 występowała w teatrze partyzanckim. Pracę zawodowej aktorki rozpoczęła w 1945, w Teatrze Ludowym (alb. Teatri Popullor) w Tiranie. W 1953 przeniosła się do Teatru Aleksander Moisiu w Durrës, z którym była związana do końca swojej działalności artystycznej.
Na dużym ekranie zadebiutowała rolą matki w obrazie Zani partizani. Potem wystąpiła jeszcze w 16 filmach fabularnych, w większości były to role drugoplanowe.
W 1988 została uhonorowana przez władze Albanii tytułem Zasłużonego Artysty (alb. Artist i Merituar). W 2003 otrzymała pośmiertnie tytułem Honorowej Obywatelki Durrës.

## Filmografia
- 1976: Zani partizani jako matka Zaniego
- 1977: Nje udhetim i veshtire jako matka Vjosy
- 1978: Nusja dhe shtetrrethimi jako matka
- 1978: Vajzat me kordele të kuqe jako matka Jety
- 1979: Balonat jako matka Drity
- 1979: Dorina jako Melita
- 1979: Liri a vdekje jako matka Muzaki
- 1979: Ne shtepine tone jako babka
- 1979: Pertej mureve te gurta jako babka Ramiza
- 1979: Radiostacioni
- 1980: Mengjese te reja jako matka
- 1981: Agimet e stines se madhe jako Naja
- 1981: Plaku dhe hasmi jako Bulja
- 1985: Asgje nuk harrohet
- 1986: Dasem e cuditshme jako matka Serveta
- 1986: Fillim i veshtire jako babka Bleda
- 1987: Zevendesi i grave jako matka Maku
- 1988: Treni niset ne 7 pa pese jako matka Astrita
- 1989: Kush është vrasësi? jako żona Qazo